# Утард
Утард (на френски: Rivière aux Outardes; на английски: Outardes River) е река в Източна Канада, източната част на провинция Квебек, ляв приток на река Сейнт Лорънс. Дължината ѝ от 499 км ѝ отрежда 69-о място сред реките на Канада.
Река Утард извира на 20 км южно от най-високата точка на възвишението Отиш в централната част на полуостров Лабрадор, на 744 м н.в. Тече в югоизточна посока, минава през езерото Плетипи (на 533 м н.в.) и язовира Утард (на 364 м н.в.) и се влива отлява в естуара на река Сейнт Лорънс, на 20 км югозападно от устието на река Маникуаган.
Площта на водосборния басейн на Утард е 19 000 km2, което представлява 1,4% от водосборния басейн на река Сейнт Лорънс. На запад и югозапад граничи с водосборния басейн на река Бетсиамит, а на изток — с водосборния басейн на река Маникуаган.
Основни притоци на Утард са реките – Силвър, Лонг Уд и Матонипи.
Многогодишният среден дебит в устието на Утард е 400 m3/s, като максимумът е през месеците юни и юли, а минимумът през януари и февруари. От ноември до април реката замръзва.
По течението на реката има изградени 3 ВЕЦ-а с обща мощност от 2334 MW.